# یواس‌اس اکوامارین (پی‌وای‌سی-۷)
یواس‌اس اکوامارین (پی‌وای‌سی-۷) (به انگلیسی: USS Aquamarine (PYc-7)) یک کشتی بود که طول آن ۱۲۴ فوت (۳۸ متر) بود. این کشتی در سال ۱۹۲۶ ساخته شد.